# Мтиулы
Мтиулы (груз. მთიულები) — этнографическая группа грузинского народа, коренное население горной области Восточно-южного Кавказа Мтиулети.
Мтиулы сформировались в раннем средневековье, большое влияние на культуру мтиулов оказали родственные грузины горцы: пшавы, гудамакарцы, хевсуры, мохевцы. Большая часть песенно-танцевальной культуры горно-грузинская, на культуру так же оказало влияние христианство, нравы достаточно суровы, мтиулы так же как все горцы Восточной Грузии: пшавы, хевсуры, мохевцы, гудамакарцы, тушинцы, мтианетцы, из мясных блюд предпочитают баранину вместо свинины, реже говядина.

## Ареал расселения
Высокогорные маленькие, и несколько крупных поселений Душетского муниципалитета края Мцхета-Мтианети.
- Амирни,
- Арахвети,
- Бедони,
- Бениатбегони,
- Бекоткари,
- Гочшораани,
- Жожони,
- Кавтараани,
- Иухо,
- Гомурни,
- Свиана Ростиани,
- Корого,
- Цинамхани,
- Меджиалнури,
- Шармиани,
- Квешети,
- Цихиани,
- Сетурни,
- Земо Млета,
- Квемо Млета,
- Кавтаарни,
- Каишаурни,
- Лакатхеви,
- Кимбариани,
- Пасанаури(известное крупное туристическое поселение,
- Сепе,
- Квелаани,
- Надибаани,
- Гогнаури,
- Саладжури,
- Хархети,
- Манасеури,
- Чабарухи,
- Чадисцихе,
- Чирики,
- Чикаани,
- Дзмиани,
- Хевша,
- Ципорни,

Поселения Мтиулов граничат на западе с осетинскими горными сёлами Ксанского ущелья, де факто Республики Южная Осетия, на востоке горные, лесистые массивы, на северо западе с осетинами гудского ущелья, и гудамакарцами, мохевцами, на северо востоке с хевсурами, на юге с пригородом городом Душети.